# Alianza Nacional por los Derechos Beliceños
La Alianza Nacional por los Derechos Beliceños (llamado originalmente Alianza Patriótica por la Integridad Territorial) fue un partido político de Belice.
Tras lograr negociaciones con Guatemala que pusideron fin a la disputa territorial entre ambos países, los líderes de los dos partidos principales de Belice entonces primer ministro George Price y líder de la oposición Manuel Esquivel viajaron por el país convenciendo a la población sobre las ventajas del acuerdo y mostrando que era un consenso bipartidista. No obstante, el veterano miembro del Partido Demócrata (UDP) y representante de Albert, Phillip Goldson, se opuso al acuerdo y a conceder territorio a Guatemala, separándose del partido y formando el NABR. de Centroderecha. El 1 de diciembre de 1991 se forma la Alianza Patriótica por la Integridad Nacional oponiéndose a la ley Maritime Areas Act que buscaba saldar la disputa con Guatemala y acusando mediante su periódico Alliance Weekly al país de tener una dictadura bipartidista y de la necesidad de un tercer partido que se opusiera la corrupción de los dos partidos tradicionales. En 1993 con la salida de Derek Aikman, representante de Freetown, quien había dado la adhesión al partido, tuvo la oportunidad de elegir su primer representante, sin embargo, su candidato Adelma Broaster quedó de tercero. En las elecciones adelantadas de 1993 el partido obtuvo su primer y único representante; el propio Goldson que fue reelecto nuevamente en su distrito electoral. Con Goldson el UDP fue capaz de hacer un gobierno de coalición nombrando a Esquivel primer ministro gracias a la obtención de 16 asientos frente a 14 del PUP. Goldson tarde o temprano volvería al UDP. El partido seguiría existiendo hasta la elección de 1998 en que obtendría 174 votos a nivel nacional, desapareciendo poco después. 